# Ла-Романа (Доминиканская Республика)
Ла-Рома́на (исп. La Romana) — город и порт в Доминиканской Республике.
Город Ла-Романа является административным центром одноимённой доминиканской провинции и расположен на крайнем юго-востоке страны, в 100 километрах восточнее столицы Санто-Доминго, на южном побережье острова Гаити, на берегу Карибского моря. Напротив города находится остров Каталина.
Население города составляет 250 тысяч человек (на 2005 год). Это третий по величине город Доминиканской Республики. Центр международного туризма. В 2000 году здесь открыт международный частный аэропорт Ла-Романа. Индустриально развит, особенно выделяется сахарная промышленность.
Близ Ла-Романа расположен закрытый (частный) посёлок Каса-де-Кампо, застроенный виллами миллионеров. В этом посёлке в 1994 году вступили в брак Майкл Джексон и Лиза Мария Пресли.

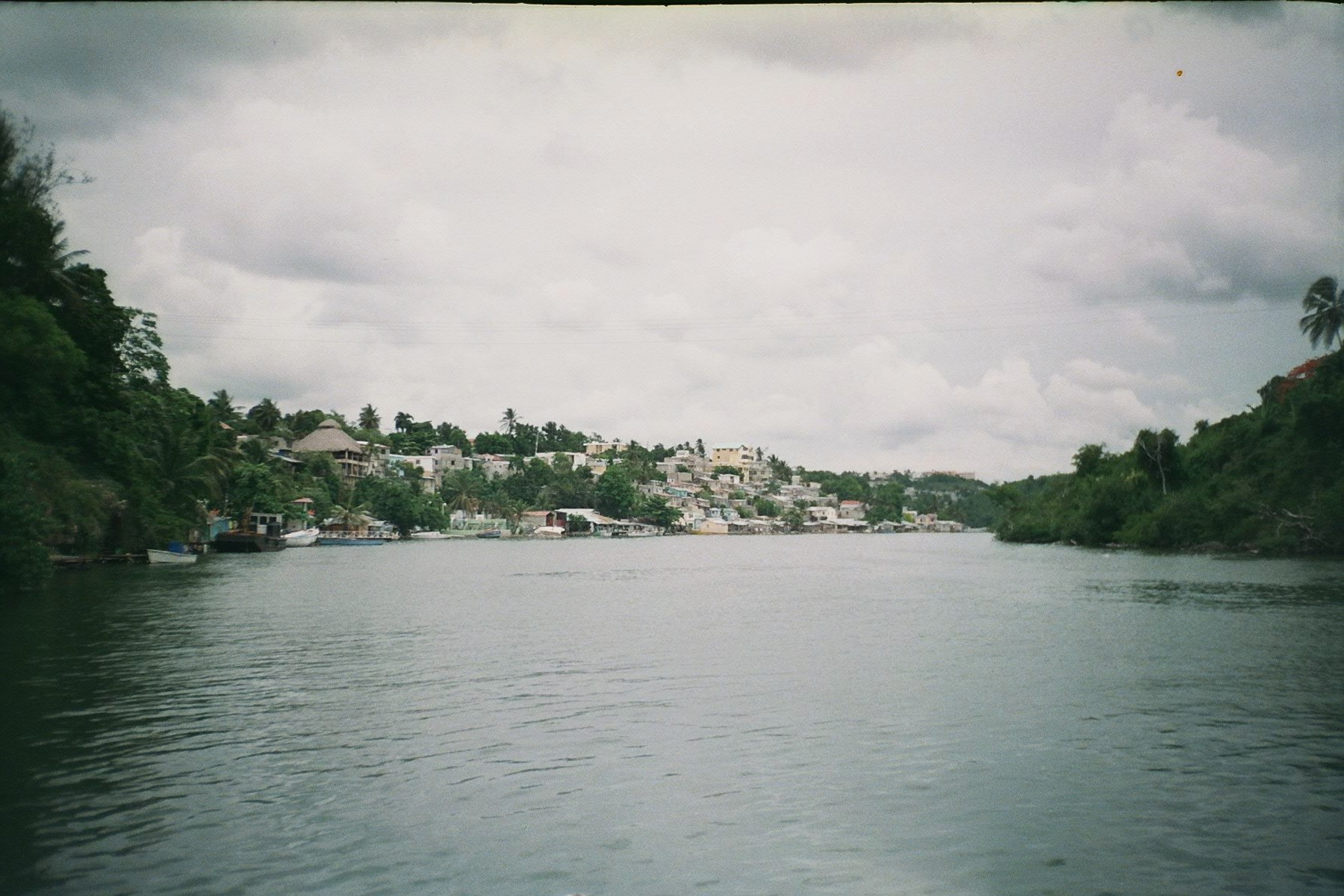
Вид на гавань Ла-Романа